# Poecilochroa patricia
Poecilochroa patricia är en spindelart som först beskrevs av Simon 1878.  Poecilochroa patricia ingår i släktet Poecilochroa och familjen plattbuksspindlar. Inga underarter finns listade i Catalogue of Life.